# Sven Rosemann
Sven Rosemann (* 9. Mai 1989) ist ein ehemaliger deutscher Footballspieler.

## Laufbahn
Nachdem er die Nachwuchsabteilung der Braunschweig Lions durchlaufen hatte, wurde Rosemann 2009 in die Herrenmannschaft der Niedersachsen hochgezogen. Dort spielte er bis 2014. Der 1,73 Meter messende Runningback trug zum Gewinn der deutschen Meistertitel 2013 und 2014 bei. Im Jahr 2014 stand er im Aufgebot der deutschen Nationalmannschaft.
Nachdem er 2015 pausierte hatte, spielte Rosemann 2016 für die Hildesheim Invaders ebenfalls in der höchsten deutschen Liga.